# Station Shotton
Shotton is een spoorwegstation van National Rail in Flintshire in Wales. Het station is eigendom van Network Rail en wordt beheerd door Transport for Wales.
Het station ligt op de kruising van de North Wales Coast Line en de Borderlands Line.